# Elucidarium
L’Elucidarium ou Elucidarius (littéralement Élucidaire ou Lucidaire en latin car « il élucide l’obscurité d’une variété de choses ») est un ouvrage de théologie chrétienne et de croyances folkloriques médiévales de type encyclopédique écrit à la fin du XIe siècle par Honoré d’Autun, sous l'influence d'Anselme de Cantorbéry et de Jean Scot Érigène.
L’ouvrage est construit sous la forme d’un dialogue questions-réponses entre un maître et son disciple. Il comporte trois parties. Le premier livre porte sur Dieu, la création des anges, des hommes et l’enfance du Christ. Le deuxième discute la nature divine du Christ et la fondation de l’Église. Le troisième porte sur la fin des temps et décrit en détail le jugement dernier, les peines du purgatoire et de l’enfer, et les joies du paradis.
Immensément populaire dès sa publication, cet ouvrage a été recopié durant tout le Moyen Âge, de manière comparable au Speculum maior de Vincent de Beauvais. Plus de 300 copies manuscrites de la version latine originale ont subsisté. Le livre a de plus été traduit en plusieurs langues : ancien français, ancien occitan, moyen haut-allemand, vieux norrois, moyen gallois, etc.

## Éditions et adaptations
La première édition est sans doute de 1098, citant Cur deus homo d’Anselme de Cantorbéry.
Une adaptation allemande est faite sur les ordres d’Henri XII de Bavière au XIIe siècle et servira de base à une adaptation danoise.
Une traduction en vieux norrois est produite vers 1200. Une traduction en vieux français par Gillibert de Cambres au XIIIe siècle et sera reproduite dans différents manuscrits jusqu’au XVe siècle. Cinq traductions manuscrites françaises sont produites aux XIVe et XVe siècle.
Au XVe siècle, Jöns Budder traduit l’ouvrage en suédois. Une traduction occitane, le Lucidari, est aussi produite durant ce siècle,.
Plusieurs éditions latines seront publiées après l’invention de l’imprimerie : Elucidarius dialogicus theologiae tripertitus: infinitarum quaestionum resolutiuus, 1508 , etc.
Une traduction en anglais américain est publiée en 1992.

### Traductions
- Gillebert de Cambres, Lucidaires, xiie (lire en ligne).
- (en) Evelyn Scherabon Firchow et Kaaren Grimstad, Elucidarius in Old Norse Translation, 1989, CLIX+159 (ISBN 9979-819-52-9).
- (non + en) Evelyn Scherabon Firchow, The Old Norse Elucidarius : Original Text and English Translation, Columbia, SC, Camden House, 1992, 114 p. (ISBN 978-1-879751-18-7).
- (en + wlm) John Morris Jones et John Rhŷs, The Elucidarium and other tracts in Welsh from Llyvyr agkyr Llandewivrevi A.D. 1346 (Jesus college MS. 119), Oxford, Clarendon Press, 1896 (lire en ligne).
- (oc) Georges Reynaud, « Lucidari, traduction de l’Elucidarium d’Honorius d’Autun », Revue des langues romanes, vol. 33,‎ 1889, p. 217-250, 309-357 (lire en ligne).
- (it + oc) Alessandra Silvaggi, Lucidari, Edizione critica del volgarizzamento provenzale dell’Elucidarium di Onorio d’Autun (ms. Carpentras 157), Università degli studi di Trento, 2010 (lire en ligne).

### Études
- Marie-Thérèse d’Alverny, « Yves Lefèvre. L’Elucidarium et les Lucidaires. Contribution, par l’histoire d’un texte, à l’histoire des croyances religieuses en France au Moyen Age. Paris, E. de Boccard, 1954. (Bibliothèque des Écoles françaises d’Athènes et de Rome, 180.) », Bibliothèque de l’école des chartes, no 114,‎ 1956, p. 283-287 (lire en ligne).
- Paule Bozzi (thèse de 3e cycle, Linguistique), Étude linguistique du Lucidari : traduction en ancien provençal de l’Elucidarium d’Honorius, Bordeaux 3, 1985.
- Pic, François, « Le Lucidaire d’Honoré d’Autun (Elucidarium d’Honorius Augustodunensis) traduit et imprimé en occitan : Le Lucidari », Communication au 109e congrès national des sociétés savantes (Dijon, 2-6 avril 1984). Revue des langues romanes, tome LXXXIX, 1985, n° 1, intitulé Montpellier, espace et texte occitans,‎ 1985, pp. 29-54, 2 pl.
- (is) Magnús Eiríksson, « Brudstykker af den islandske Elucidarius », Annaler for nordisk Oldkyndighed og Historie, Copenhagen,‎ 1857, p. 238-308 (lire en ligne).
- C. Lecouteux, « The Old-Norse ‘Elucidarius’: Old-Norse and English - Sherabon Firchow, E., editor and translator », Études germaniques, no 50,‎ 1995, p. 615-616.
- Yves Lefèvre, L’Elucidarium et les Lucidaires : Contribution, par l’histoire d’un texte, à l’histoire des croyances religieuses en France au Moyen Âge, Paris, É. de Boccard, 1954, 543 p.
- (en) Elizabeth Rasmussen, « Translation in Medieval and Reformation Norway: A History of Stories or the Story of History », Meta : journal des traducteurs / Meta: Translators’ Journal, vol. 49, no 3 « L’histoire de la traduction et la traduction de l’histoire / History of Translation and Translation of History »,‎ septembre 2004, p. 629-645 (lire en ligne).